# Anna Vladislavovna Linnikova
Anna Linnikova (tiếng Nga: Анна Линникова; sinh ngày 4 tháng 4 năm 2000) là một người mẫu và hoa hậu người Nga đã đăng quang cuộc thi Hoa hậu Nga 2022. Với tư cách là Hoa hậu Nga, Linnikova đại diện Nga tại Hoa hậu Hoàn vũ 2022 và Hoa hậu Sắc đẹp Quốc tế 2024. Nhưng vì một số lí do mà cô đã không thể than gia Hoa hậu Sắc đẹp Quốc tế 2024 và được thay thế bởi người khác.

## Tiểu sử
Linnikova lớn lên ở Orenburg và bắt đầu hoạt động chuyên nghiệp với tư cách người mẫu ở tuổi 16. Là một người mẫu chuyên nghiệp, Linnikova đã làm việc theo hợp đồng tại các quốc gia như Trung Quốc, Nhật Bản, Hàn Quốc, Việt Nam và Malaysia. Sau đó cô chuyển đến Saint Petersburg để theo học tại Đại học Kinh tế và Công nghệ Quản lý Saint Petersburg. Trước khi đăng quang Hoa hậu Nga 2022, Linnikova đang học năm thứ hai đại học, theo học ngành Quan hệ công chúng.

## Các cuộc thi sắc đẹp

### Hoa hậu Nga 2022
Linnikova bắt đầu sự nghiệp của mình trong cuộc thi hoa hậu vào năm 2022, sau khi là một trong 75.000 phụ nữ trên khắp nước Nga tham gia thử giọng để lọt vào vòng chung kết Hoa hậu Nga 2022. Cuối cùng cô được chọn là ứng cử viên chính thức, đại diện cho Orenburg. Linnikova đã tiến vào top 10 trong trận chung kết được tổ chức vào ngày 25 tháng 7 năm 2022, trước khi được tuyên bố là người chiến thắng. Với tư cách là Hoa hậu Nga, Linnikova dự kiến sẽ đại diện Nga tại Hoa hậu Hoàn vũ 2022.

### Hoa hậu Hoàn vũ 2022
Linnikova sẽ đại diện cho Nga tại cuộc thi Hoa hậu Hoàn vũ 2022.